# Коммуна (Париж, 1871)
«Коммуна (Париж, 1871)» (фр. La Commune (Paris 1871)) — чёрно-белый фильм Питера Уоткинса, снятый в 2000 году в жанре докудрамы и посвящённый истории Парижской Коммуны.
Благодаря использованию необычного метода съёмки (использующего механизм ролевой игры) и интересных ходов (так, во дни Коммуны «перенесено» современное телевидение), грязь бедных кварталов Парижа и жар баррикадных боёв без использования спецэффектов и дорогого реквизита предстают перед зрителем так, как если бы он сам был очевидцем восстания.
Перед ним открывается мир рабочих, солдат, портних, прачек, кухарок, учителей, стариков и детей пролетарских кварталов Парижа. Не остался без внимания и мир буржуазии и её сторонников: священников, госслужащих, политических обозревателей, солдат и офицеров правительственных войск.
Вторая особенность фильма — труд непрофессиональных актёров (более 200 человек), разделившихся во время съёмок сообразно своим предпочтениям: сторонники коммунаров играли простых прачек, литейщиков, солдат Национальной гвардии, членов Коммуны; сторонники реакции — буржуазию, её армию и проповедников.

## Сюжет
События «Коммуны» разворачиваются во Франции во второй половине XIX века (1870—1871 гг.): Франко-Прусская война обернулась для Франции поражением Второй Империи, в стране вновь провозглашена республика, и отечественная буржуазия рвётся подписать кабальный мирный договор с Пруссией, возложив тяготы по его обеспечению на простых рабочих и крестьян. В этих условиях зреет грандиозное пролетарское восстание…
Искра Коммуны загорается 18 марта 1871 года, когда правительство Адольфа Тьера пытается обезоружить рабочие кварталы столицы и арестовать членов Центрального комитета Национальной гвардии, но эта попытка проваливается — солдаты отказываются стрелять в народ, национальные гвардейцы дают отпор правительственным войскам и, перейдя от слов — к делу, занимают правительственные учреждения.
Далее следуют затяжные выборы в Парижскую Коммуну и издание знаменитых декретов — в то время, как Версаль собирает войска, готовясь к контрудару… До последнего дня Коммуна не прекращает революционной работы: проходят митинги, собрания, издаются декреты, не умолкают споры и не стихает пальба — но изоляция города и внутренние противоречия Коммуны делают своё дело: Тьер выступает с высокой трибуны, и под гул оваций восхищённого парламента гремят выстрелы на кладбище Пер-Лашез, в Люксембургском саду — по всему Парижу! Первый драгоценный опыт пролетарской революции даётся нелегко…

## В ролях
- Жерар Уоткинс — журналист Коммунального телевидения
- Орелия Пети — журналистка Коммунального телевидения
- Жан Джачинти — Адольф Тьер
- Бернар Бомбо — пекарь
- Вероника Кузон — учительница
- Элиан Анни Адальто — прачка
- Николь Дефер — владелица ателье и прачечной
- Майлис Буффартиг — лавочница
- Элизабет Леметр — ростовщица
- Стив Крейслер — Викхем Хоффман, американский атташе

## Съёмочная группа
- Авторы сценария:
  - Питер Уоткинс
  - Агат Блюизан
- Режиссёр-постановщик:
  - Питер Уоткинс
- Оператор-постановщик: Одд-Гейр Сетер
- Консультанты:
  - Агат Блюизан
  - Мари-Жозе Годин
  - Лоран Колантонио
  - Стефания Латаст
  - Лаура Кошенэ
  - Ален Далотель
  - Мишель Кордилльот
  - Марсель Сэр
  - Роберт Томбс
  - Жак Ружери